# Salzburger Kirche
Die Salzburger Kirche (russisch Зальцбургская кирха Salzburgskaja kircha) steht in der russischen Stadt Gussew (Gumbinnen) im ehemaligen Ostpreußen und der heutigen Oblast Kaliningrad. Sie wurde ursprünglich von Salzburger Exulanten genutzt. Bis 1945 gehörte sie zum Kirchenkreis Gumbinnen innerhalb der Kirchenprovinz Ostpreußen der Evangelischen Kirche der Altpreußischen Union. Heute ist sie der Propstei Kaliningrad der Evangelisch-Lutherischen Kirche Europäisches Russland (ELKER) im Verband der Evangelisch-Lutherischen Kirche in Russland, der Ukraine, in Kasachstan und Mittelasien (ELKRAS) zugehörig.

## Geschichte
Zwischen 1731 und 1735 mussten rund 20.000 Protestanten als sogenannte Exulanten das geistliche Fürsterzbistum Salzburg unter Leopold Anton von Firmian verlassen. Der herrschende Fürsterzbischof hatte seit dem Augsburger Religionsfrieden das Recht, in seinem Herrschaftsbereich seine Konfession als allgemeingültig vorzuschreiben. Der preußische König Friedrich Wilhelm I. erließ am 2. Februar 1732 ein „Einwanderungspatent“, so dass sich etwa 16.000 Salzburger in Ostpreußen mit Schwerpunkt Gumbinnen ansiedeln konnten. Um 1740 wurde das „Salzburger Hospital“ in Gumbinnen gegründet, 1752 die erste „Salzburger Kirche“ erbaut. 1838 war sie baufällig und wurde abgerissen. 1840 wurde der Nachfolgebau errichtet, einer der letzten Bauten des preußischen Baumeisters Karl Friedrich Schinkel. 1931 wurde die Kirche umfassend renoviert. Bis 1945 war sie Filialkirche der Altstädtischen Kirche, die – lutherisch orientiert – neben der reformierten Neustädtischen Kirche bestand.
Im Januar 1945 wurde die Kirche durch Kriegseinwirkungen stark beschädigt und verlor ihren Turm. Fortan wurde die Kirche als Schuppen für den Straßenbau verwendet. 1995 wurde die Salzburger Kirche als einzige Kirche in Gussew vollständig wiederaufgebaut und am Reformationstag (31. Oktober) feierlich eingeweiht. Seither dient sie den evangelisch-lutherischen und reformierten Russlanddeutschen der Region als Gemeindezentrum.

## Lage, Architektur und Ausstattung
Die Kirche liegt in der Uliza Mendelejewa nordwestlich des Gussewer Bahnhofs im Stadtzentrum. Das Kirchenschiff liegt in Westnordwest-Ostsüdost-Richtung. Das schlichte Kirchengebäude ist eine Normalkirche Schinkels. Sie ist eine überwiegend klassizistische Saalkirche, die an beiden Längsseiten je drei große Rundbogenfenster in Form von Pfeilerarkaden aufweist. Der Außenanstrich ist gelb. Der Turm schließt westlich an den Saalbau an. Er hat einen quadratischen Grundriss und kleinere Rundbogenfenster. Das Turmdach ist ein geknicktes Zeltdach mit einem Kreuz an der Spitze. Der Eingang in den Kirchenraum führt durch den Turm. Im weiß gestrichenen Innenraum befindet sich eine Empore, die bis 1945 als Orgelempore diente.

## Orgel
Bis 1945 befand sich eine Orgel auf der Empore. Im Jahre 2010 erhielt die Salzburger Kirche von der evangelischen Kirchengemeinde in Berlin-Johannisthal eine kleine gebrauchte Orgel geschenkt. Diese befindet sich ebenerdig im Kirchenschiff. Das Instrument mit fünf Registern, die auf einem Manual und Pedal verteilt sind, wurde 1990 von der Potsdamer Firma Alexander Schuke Orgelbau als deren Opus 569 gebaut.

## Kirchengemeinde
Gussew ist der Amtssitz der Geistlichen einer der drei Regionen in der Propstei Kaliningrad, von wo aus zwölf weitere Gemeinden betreut werden. Zwischen 1733 und 1823 und seit 1996 sind an der Salzburger Kirche Pfarrer tätig. Von 1823 bis 1945 wurde die Versorgung durch die Geistlichen der Stadtkirche wahrgenommen, nach 1945 war zur Zeit der Sowjetunion alles kirchliche Leben untersagt.

### Pfarrer der Salzburger Kirche
- Friedrich Wilhelm Haack, 1733
- Wilhelm Ludwig Geisler, 1734–1736
- Gottfried Baltzer, 1740–1743
- Johann Ludwig Reidnitz, 1743–1746
- Friedrich Pastenaci, 1746–1763
- Gottlieb Westphal, 1763–1770
- Christian Reimer, 1770–1799
- Johann Jacob Contag, 1799–1817
- Georg Gottlieb Wilhelm Wegner, 1817–1823
- Gerald Kotsch, 1994–1995
- Heye Osterwald, 1996–2002
- Ingo Rockmann, 2002–2004
- Werner Lanz, 2004–2005
- Elisabeth Lanz, 2004–2005
- Dietrich Brauer, 2005–2010
- Tatjana Petrenko, 2005–2010
- Tatjana Wagner, seit 2010
- Wladimir Wagner (Prediger), seit 2010

## Einrichtungen der „Salzburger“
Neben der Kirche steht seit 1998 das Diakoniezentrum „Haus Salzburg“. Unter anderem erhalten dort regelmäßig Schüler einer nahen Dorfschule ein Mittagessen. Leiter der Einrichtung ist seit 1998 Alexander Michel, ein Wolgadeutscher. Ferner steht in Gussew die „Salzburger Anstalt“. In Bielefeld wird als Nachfolgeeinrichtung der „Salzburger Anstalt“ in Gumbinnen das Seniorenheim „Wohnstift Salzburg“ betrieben. Die „Stiftung Salzburger Anstalten“, die ihren Sitz ebenfalls in Bielefeld hat, pflegt die Verbindungen nach Gussew. 1911 wurde der „Salzburger Verein“ in Gumbinnen gegründet, der bis heute den Zusammenhalt der ehemaligen „Salzburger“ fördern soll.